# Scotia Place (Edmonton)
Scotia Place ist ein Bürokomplex mit zwei Hochhäusern in Edmonton, Alberta, Kanada. Das Gebäude befindet sich in der 10060 Jasper Avenue in der Innenstadt von Edmonton. Das Gebäudekomplex wurde im Jahre 1983 fertiggestellt und umfasst neben den Bürogebäuden eine Shopping Mall im Erdgeschoss mit Restaurants und Cafés. Den Namen erhielt das Gebäude von der Scotiabank.

## Tower
Das höhere Gebäude ist Scotia 1 mit 28 Etagen und einer Höhe von 113 Metern.
| Tower | Etagen | Höhe  | fertiggestellt |
| ----- | ------ | ----- | -------------- |
| 1     | 28     | 113 m | 1982           |
| 2     | 21     | 88 m  | 1983           |

Das Gebäude ist mit dem Edmonton Pedway System verbunden.

## Mieter
Die größten Mieter der Büroflächen sind u. a. Grant Thornton, APEGGA, Ernst & Young und Edmonton Transit.